# Seznam vrcholů v Ralské pahorkatině

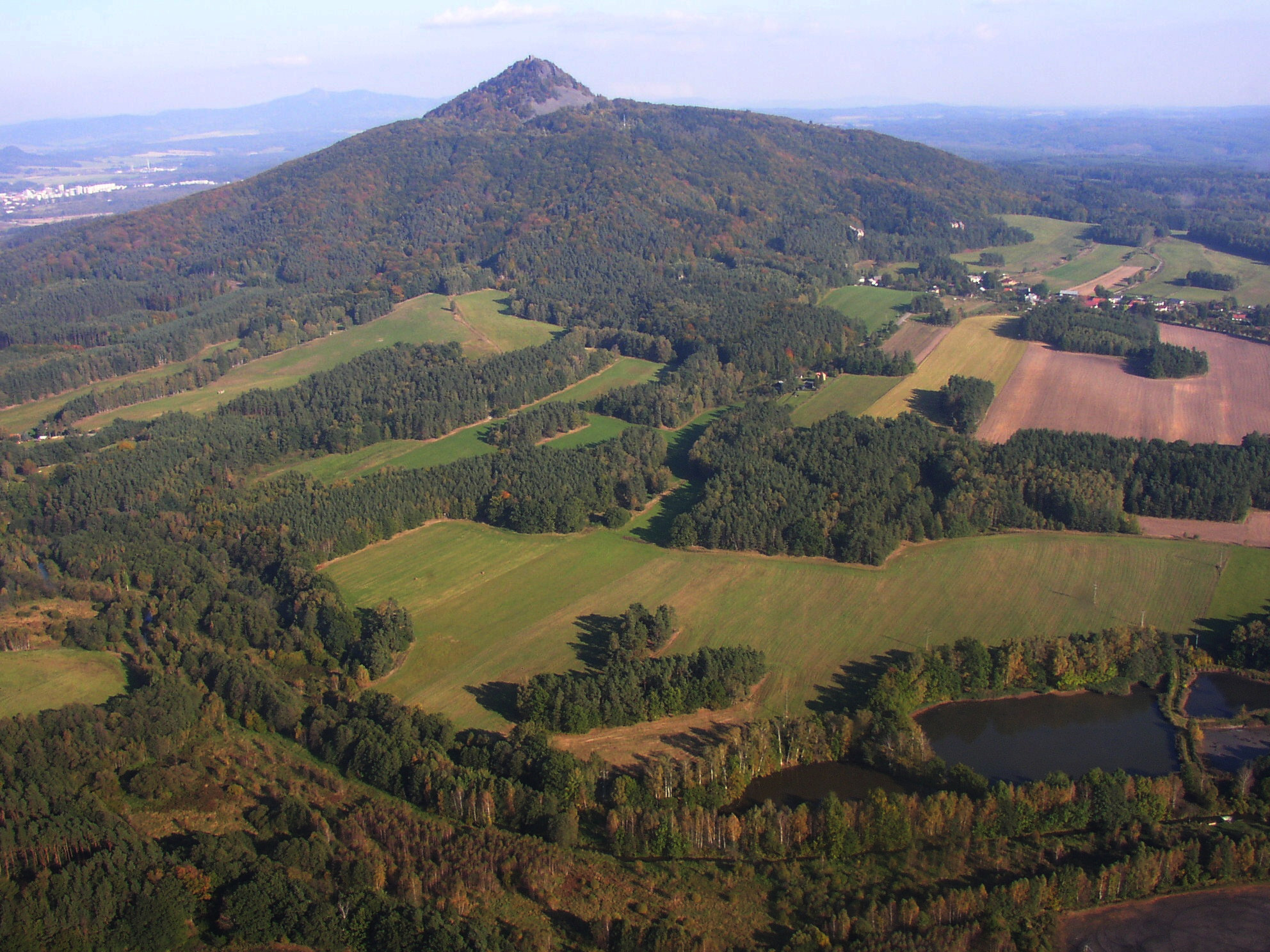
Ralsko, nejvyšší vrchol pohoří

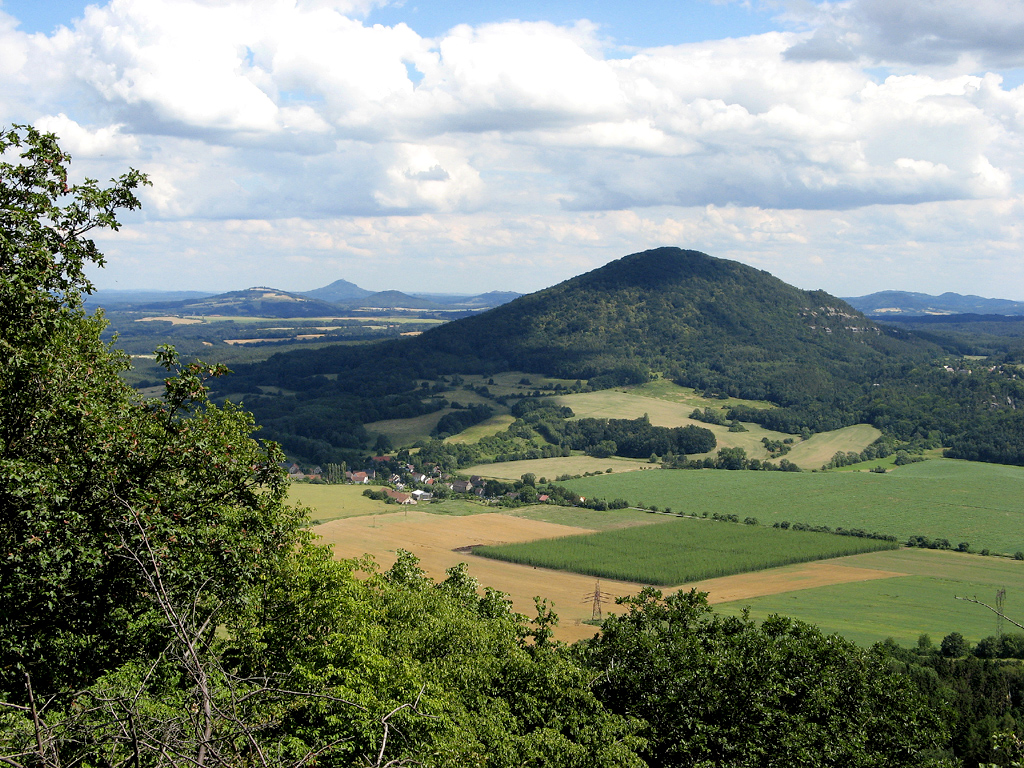
Vlhošť, 3. nejvyšší a 3. nejprominentnější

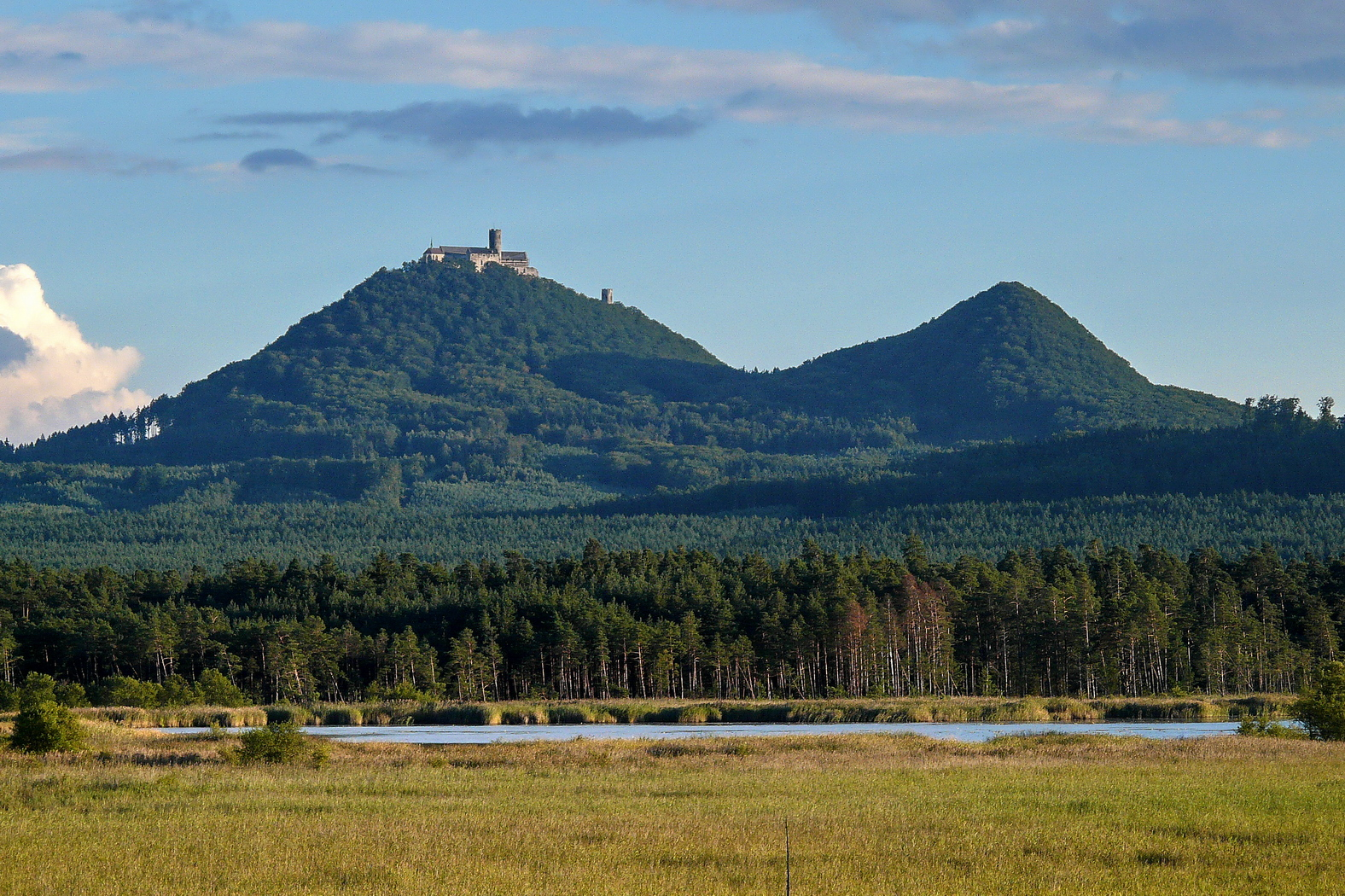
Bezděz, nejizolovanější a 2. nejprominentnější

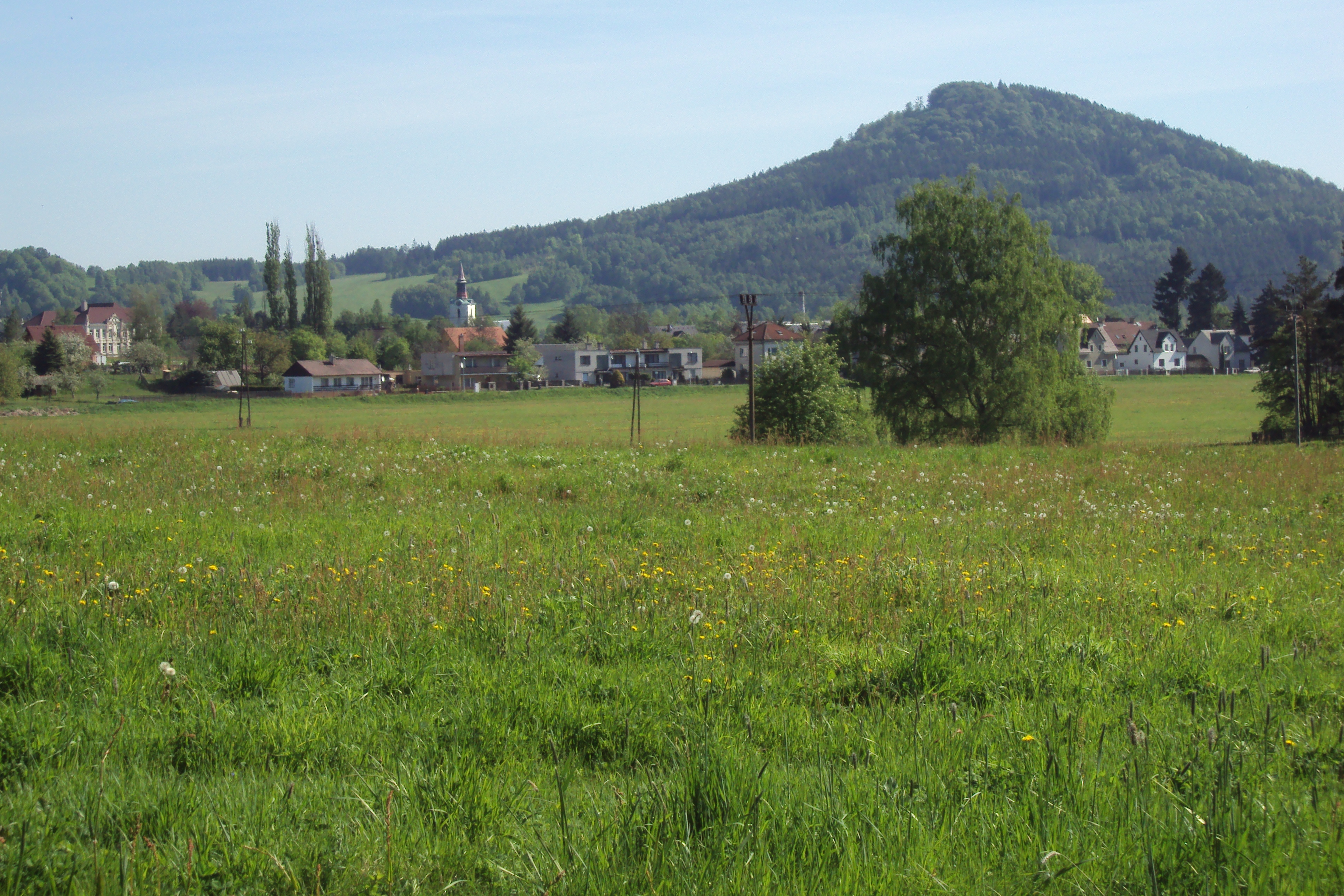
Zelený vrch

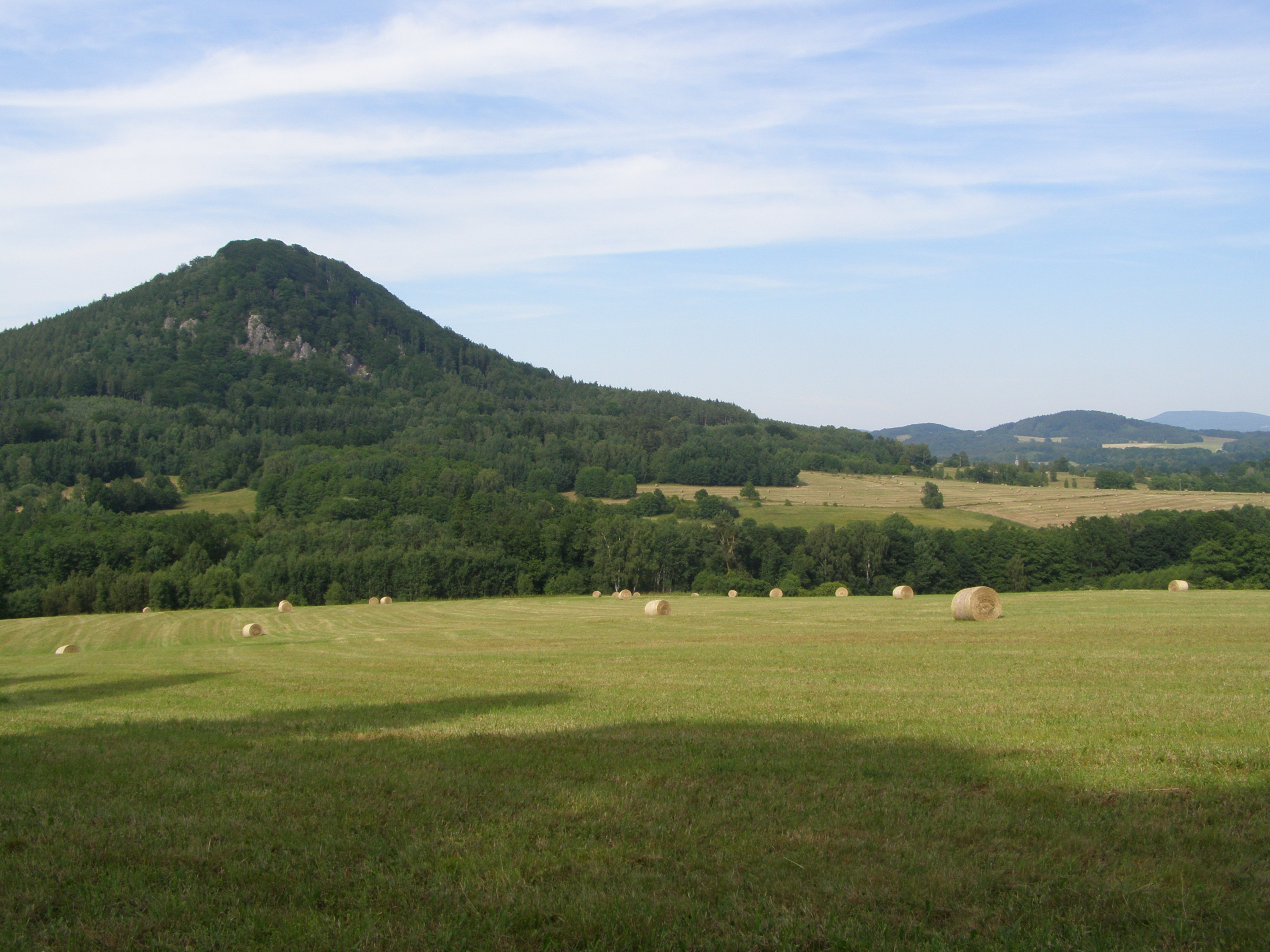
Ortel

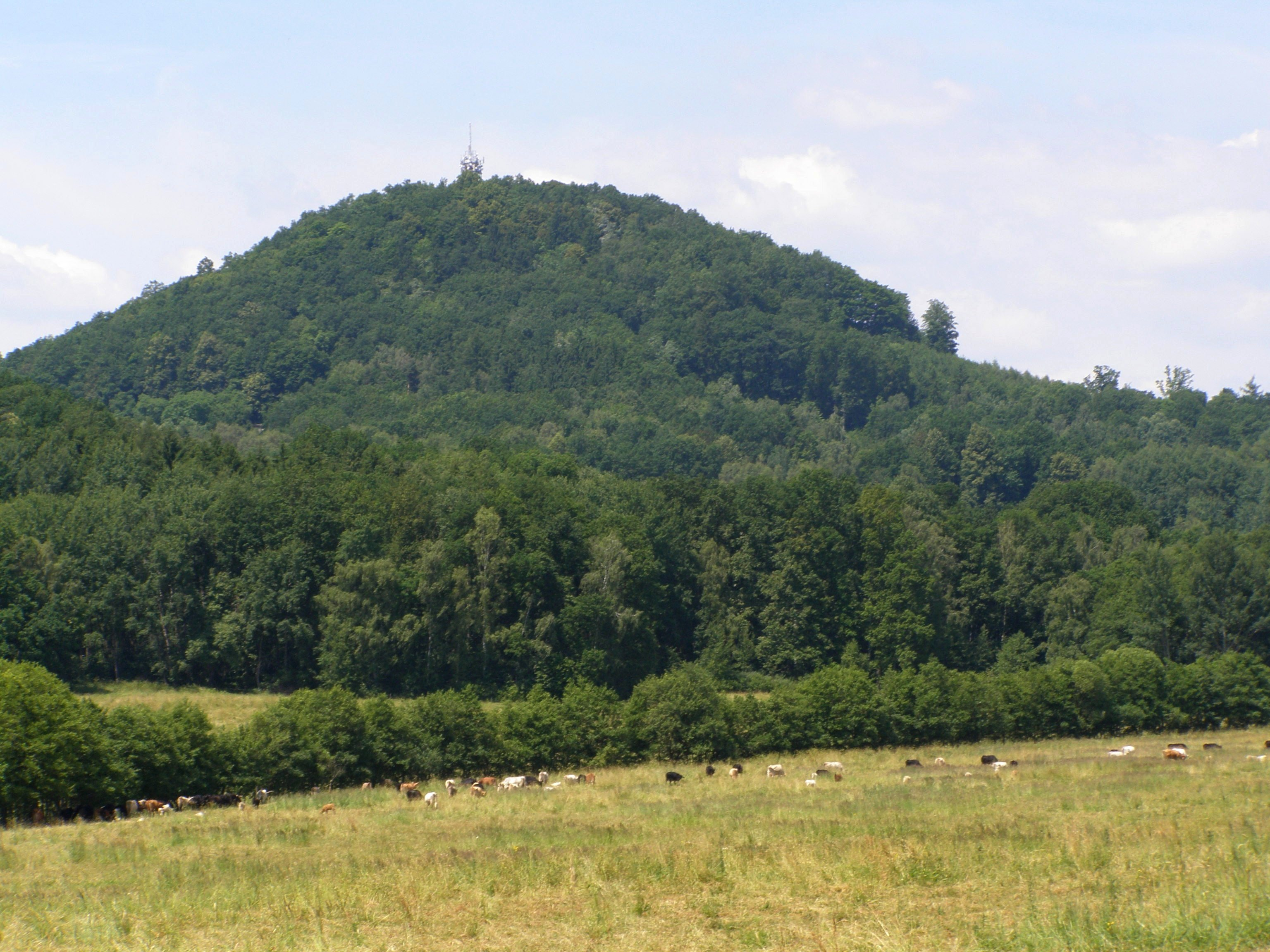
(Českolipský) Špičák

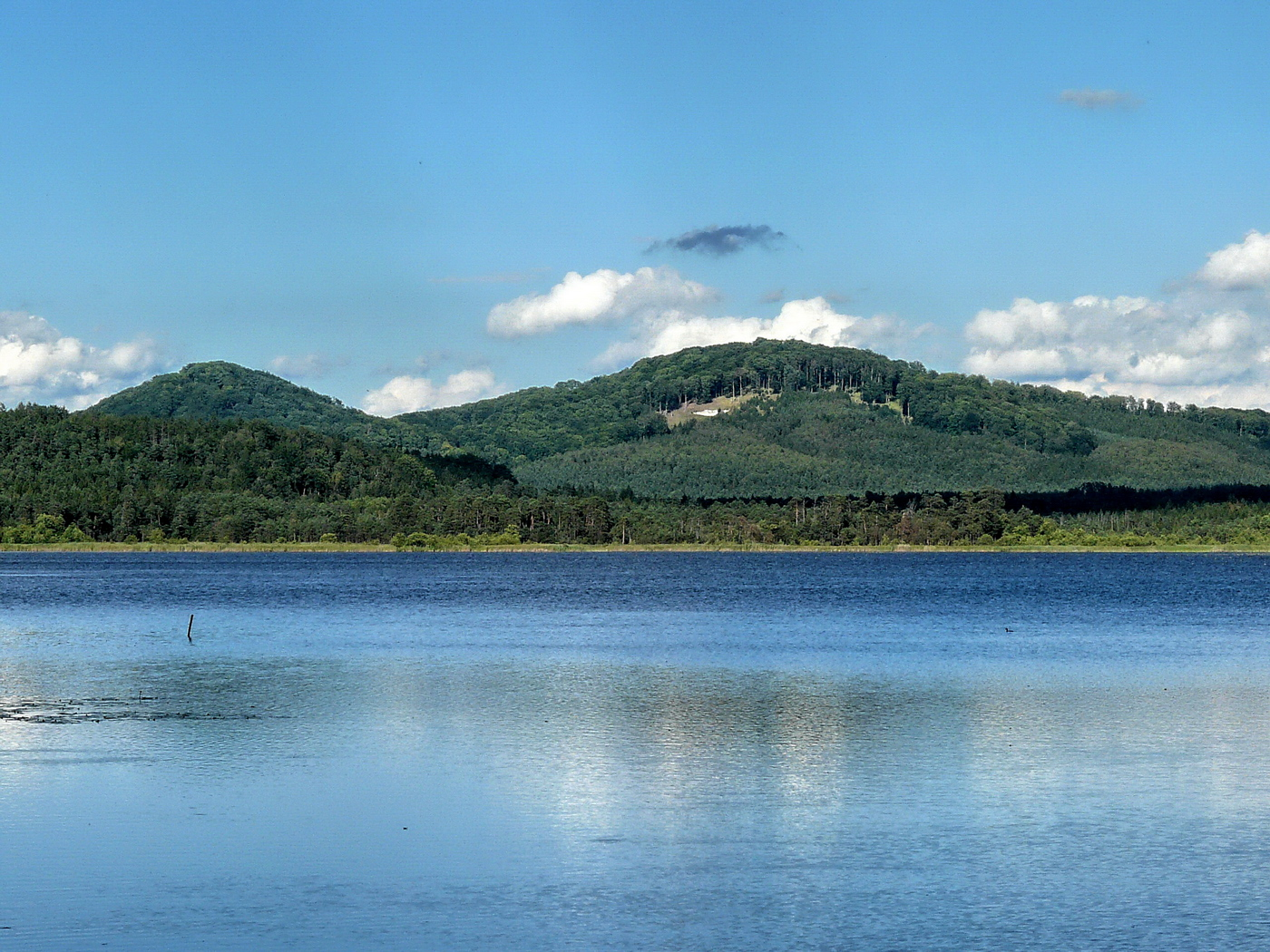
Velká Buková

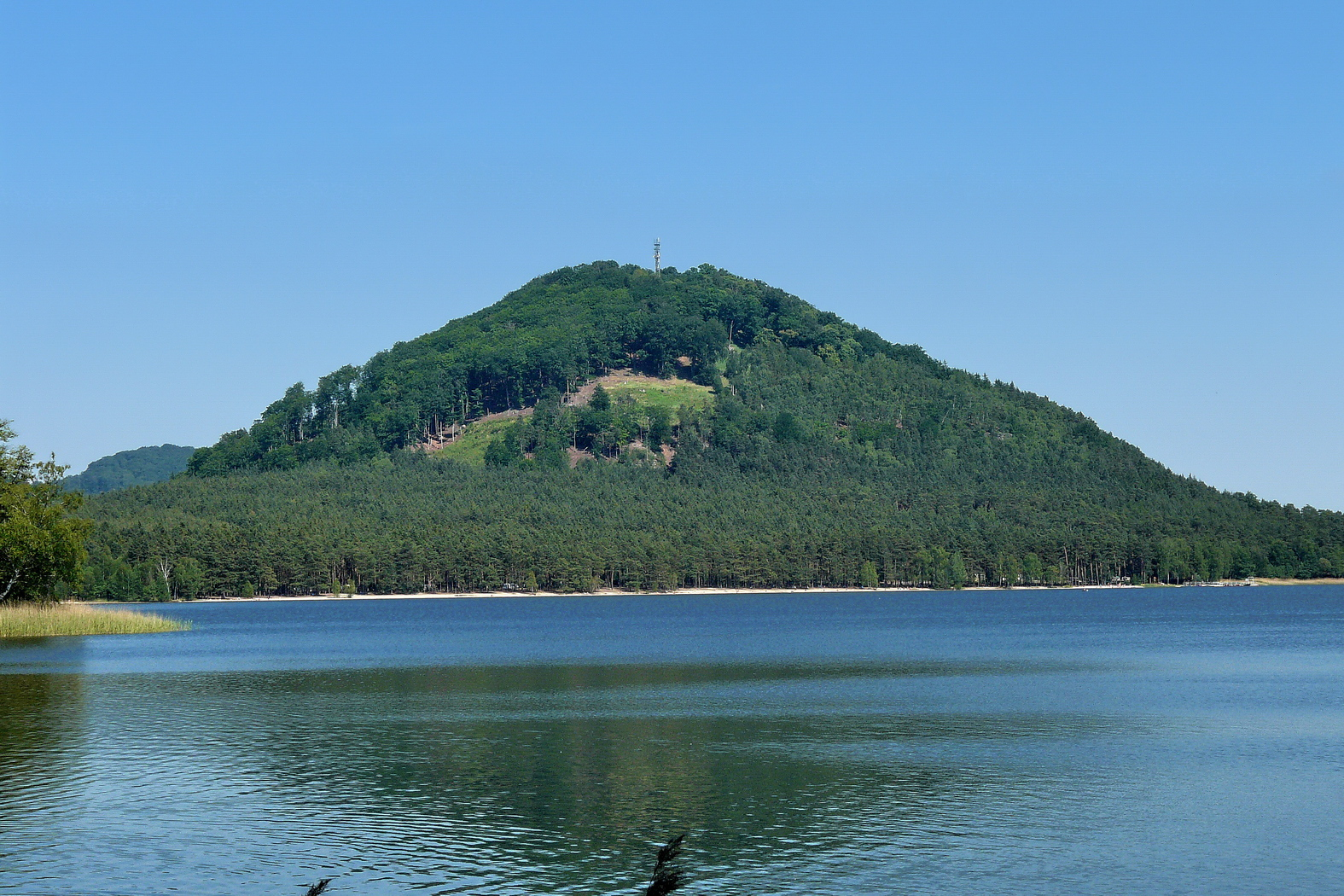
Borný

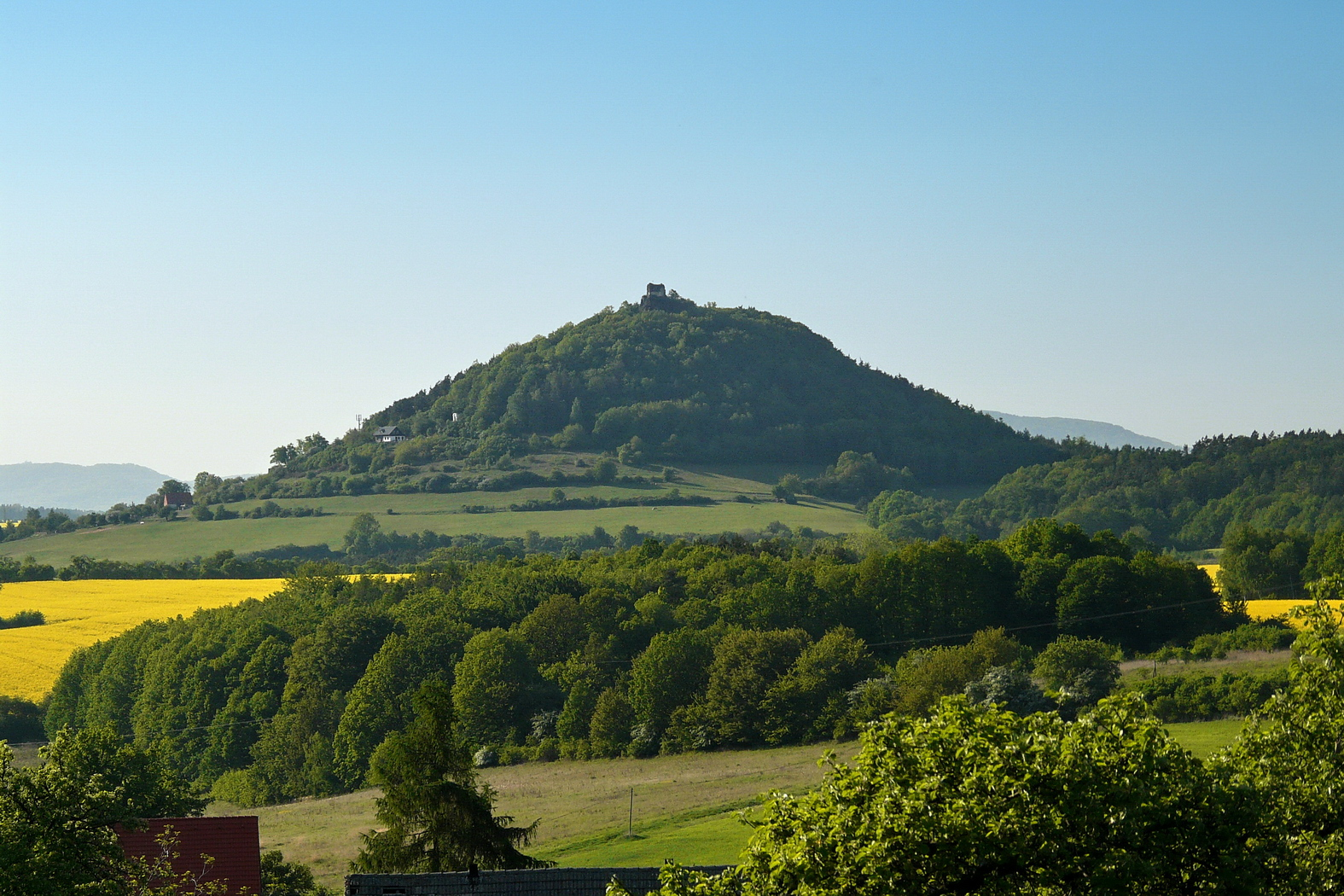
Berkovský vrch

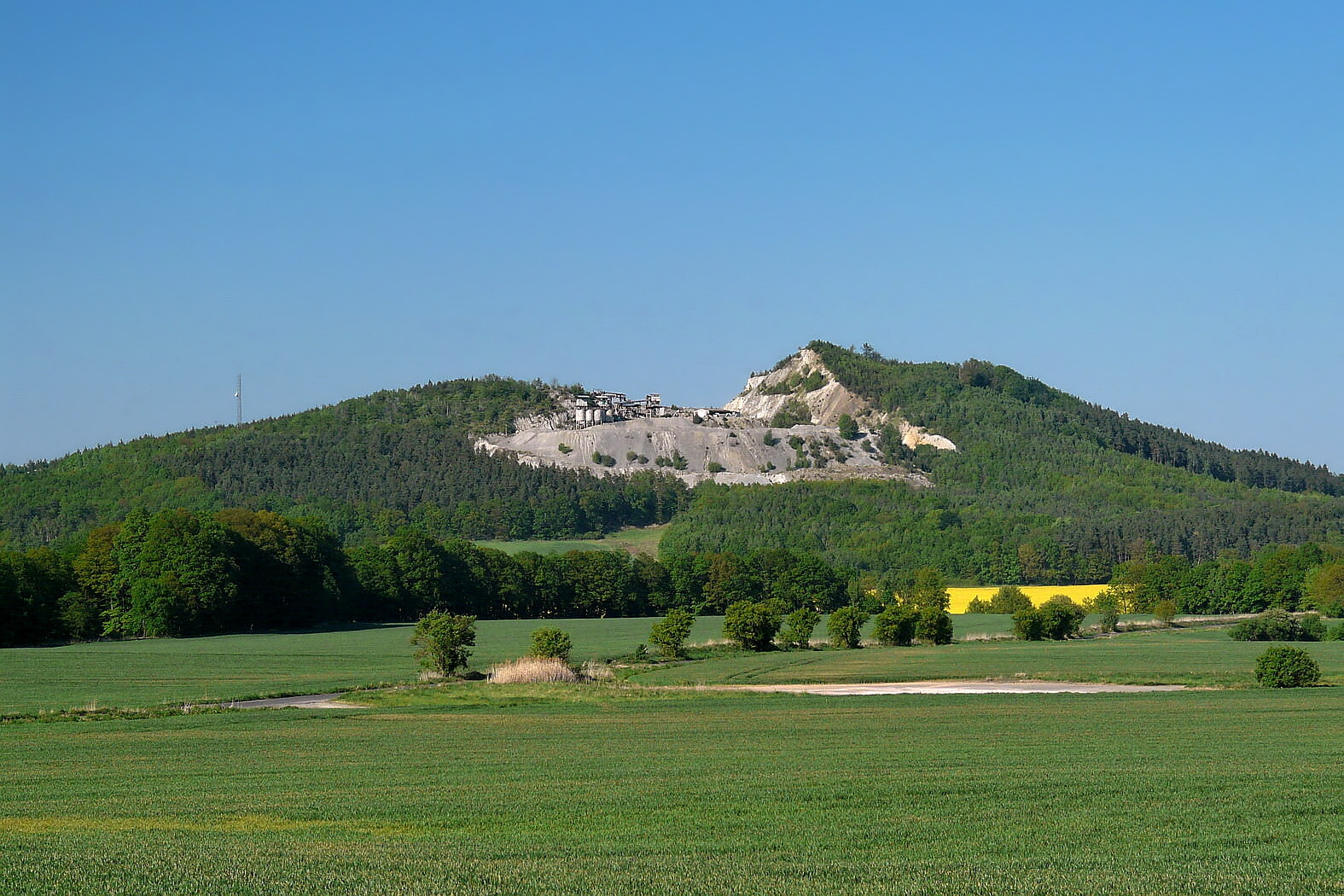
Tachovský vrch

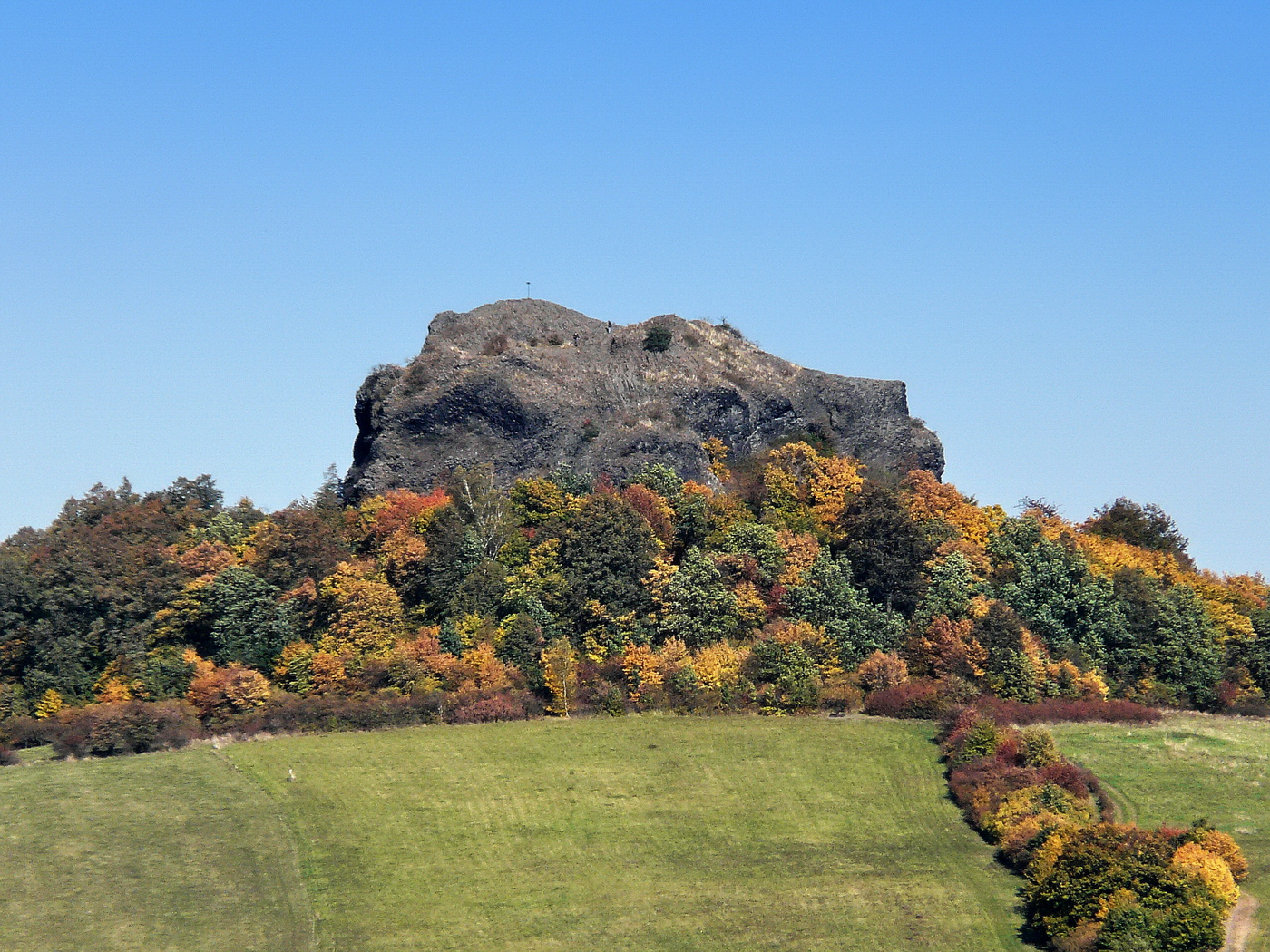
Spící panna

Seznam vrcholů v Ralské pahorkatině zahrnuje nejvyšší hory s nadmořskou výškou nad 500 m a také všechny hory s prominencí (relativní výškou) nad 100 metrů. Seznam vychází z údajů uvedených na mapovém portále Mapy.cz a ze základních topografickým map ČR. Jako hranice pohoří je uvažována hranice stejnojmenného geomorfologického celku.

## Seznam vrcholů podle výšky
Seznam vrcholů podle výšky obsahuje všechny hory a kopce Ralské pahorkatiny s nadmořskou výškou alespoň 500 m a prominencí alespoň 15 metrů. Celkem jich je 20, z toho 15 v Zákupské pahorkatině (včetně nejvyššího Ralska s 698 m n. m.) a 5 v Dokeské pahorkatině.
| #   | Vrchol            | Výška m n. m. | Promi- nence | Izolace (km)           | Souřadnice                       | Podcelek             |
| --- | ----------------- | ------------- | ------------ | ---------------------- | -------------------------------- | -------------------- |
| 01. | Ralsko            | 0698          | 359          | 14,8 → Malý Ještěd     | 50°40′27″ s. š., 14°45′57″ v. d. | Zákupská pahorkatina |
| 02. | Jezevčí vrch      | 0666          | 258          | 03,7 → Hvozd           | 50°47′27″ s. š., 14°42′16″ v. d. | Zákupská pahorkatina |
| 03. | Vlhošť            | 0614          | 268          | 13,0 → Sedlo           | 50°36′09″ s. š., 14°27′15″ v. d. | Dokeská pahorkatina  |
| 04. | Bezděz            | 0606          | 297          | 15,2 → Ralsko          | 50°32′21″ s. š., 14°43′14″ v. d. | Dokeská pahorkatina  |
| 05. | Tlustec           | 0592          | 267          | 05,8 → Ralsko          | 50°43′36″ s. š., 14°44′40″ v. d. | Zákupská pahorkatina |
| 06. | Zelený vrch       | 0586          | 195          | 03,4 → Jezevčí vrch    | 50°47′02″ s. š., 14°39′14″ v. d. | Zákupská pahorkatina |
| 07. | Malý Bezděz       | 0577          | 091          | 00,4 → Bezděz          | 50°32′24″ s. š., 14°42′50″ v. d. | Dokeská pahorkatina  |
| 08. | Mazova horka      | 0569          | 110          | 01,4 → Hlubocký hřeben | 50°41′56″ s. š., 14°59′07″ v. d. | Zákupská pahorkatina |
| 09. | Ortel             | 0554          | 166          | 04,1 → Zelený vrch     | 50°44′56″ s. š., 14°37′57″ v. d. | Zákupská pahorkatina |
| 10. | Ronov             | 0552          | 200          | 03,2 → Vlhošť          | 50°37′14″ s. š., 14°24′52″ v. d. | Dokeská pahorkatina  |
| 11. | Ostrá horka       | 0552          | 027          | 00,4 → Ještěd          | 50°42′49″ s. š., 14°57′59″ v. d. | Zákupská pahorkatina |
| 12. | Tisový vrch       | 0540          | 207          | 03,2 → Ortel           | 50°43′25″ s. š., 14°36′41″ v. d. | Zákupská pahorkatina |
| 13. | Slavíček          | 0538          | 065          | 00,7 → Tisový vrch     | 50°43′48″ s. š., 14°36′08″ v. d. | Zákupská pahorkatina |
| 14. | Velký Jelení vrch | 0514          | 171          | 03,9 → Ralsko          | 50°40′36″ s. š., 14°49′38″ v. d. | Zákupská pahorkatina |
| 15. | Stříbrník         | 0510          | 112          | 04,8 → Malý Vápenný    | 50°43′56″ s. š., 14°50′56″ v. d. | Zákupská pahorkatina |
| 16. | Vrátenská hora    | 0507          | 189          | 08,0 → Malý Bezděz     | 50°28′44″ s. š., 14°39′04″ v. d. | Dokeská pahorkatina  |
| 17. | Činkův kopec      | 0507          | 045          | 01,0 → Ostrá horka     | 50°42′23″ s. š., 14°57′20″ v. d. | Zákupská pahorkatina |
| 18. | Jelínka           | 0505          | 062          | 05,4 → Mazova horka    | 50°39′31″ s. š., 14°56′20″ v. d. | Zákupská pahorkatina |
| 19. | Zábrdský kopec    | 0501          | 080          | 02,2 → Jelínka         | 50°40′36″ s. š., 14°55′39″ v. d. | Zákupská pahorkatina |
| 20. | Kostelní vrch     | 0500          | 075          | 01,5 → Jítravský vrch  | 50°47′16″ s. š., 14°51′14″ v. d. | Zákupská pahorkatina |

## Seznam vrcholů podle prominence
Seznam vrcholů podle prominence obsahuje všechny hory a kopce Ralské pahorkatiny s prominencí (relativní výškou) nad 100 metrů, bez ohledu na nadmořskou výšku. Celkem jich je 37, z toho 19 v Dokeské pahorkatině a 18 v Zákupské pahorkatině. Zákupská pahorkatina tedy obsahuje více vyšších hor, Dokeská má zase více prominentnějších hor. Nejprominentnější horou je nejvyšší Ralsko, druhý nejprominentnější je Bezděz, který je až 4. nejvyšší. Bezděz je i nejizolovanější, ještě víc než Ralsko.
| #   | Vrchol               | Výška m n. m. | Promi- nence | Izolace (km)                | Souřadnice                       | Podcelek             |
| --- | -------------------- | ------------- | ------------ | --------------------------- | -------------------------------- | -------------------- |
| 01. | Ralsko               | 0698          | 359          | 14,8 → Malý Ještěd          | 50°40′27″ s. š., 14°45′57″ v. d. | Zákupská pahorkatina |
| 02. | Bezděz               | 0606          | 297          | 15,2 → Ralsko               | 50°32′21″ s. š., 14°43′14″ v. d. | Dokeská pahorkatina  |
| 03. | Vlhošť               | 0614          | 268          | 13,0 → Sedlo                | 50°36′09″ s. š., 14°27′15″ v. d. | Dokeská pahorkatina  |
| 44. | Tlustec              | 0592          | 267          | 05,8 → Ralsko               | 50°43′36″ s. š., 14°44′40″ v. d. | Zákupská pahorkatina |
| 05. | Jezevčí vrch         | 0666          | 258          | 03,7 → Hvozd                | 50°47′27″ s. š., 14°42′16″ v. d. | Zákupská pahorkatina |
| 06. | Tisový vrch          | 0540          | 207          | 03,2 → Ortel                | 50°43′28″ s. š., 14°36′32″ v. d. | Zákupská pahorkatina |
| 07. | Ronov                | 0552          | 200          | 03,2 → Vlhošť               | 50°37′14″ s. š., 14°24′52″ v. d. | Dokeská pahorkatina  |
| 08. | Zelený vrch          | 0586          | 195          | 03,4 → Jezevčí vrch         | 50°47′02″ s. š., 14°39′14″ v. d. | Zákupská pahorkatina |
| 09. | Vrátenská hora       | 0507          | 189          | 08,0 → Malý Bezděz          | 50°28′44″ s. š., 14°39′04″ v. d. | Dokeská pahorkatina  |
| 10. | Dub                  | 0458          | 185          | 05,1 → Strážný vrch         | 50°36′45″ s. š., 14°38′28″ v. d. | Dokeská pahorkatina  |
| 11. | Maršovický vrch      | 0499          | 175          | 08,5 → Vlhošť               | 50°35′00″ s. š., 14°34′36″ v. d. | Dokeská pahorkatina  |
| 12. | Velký Jelení vrch    | 0514          | 171          | 03,9 → Ralsko               | 50°40′36″ s. š., 14°49′38″ v. d. | Zákupská pahorkatina |
| 13. | Ortel                | 0554          | 166          | 04,1 → Zelený vrch          | 50°44′56″ s. š., 14°37′57″ v. d. | Zákupská pahorkatina |
| 14. | Tachovský vrch       | 0466          | 160          | 04,2 → Malý Bezděz          | 50°32′23″ s. š., 14°38′54″ v. d. | Dokeská pahorkatina  |
| 15. | Berkovský vrch       | 0481          | 157          | 02,9 → Maršovický vrch      | 50°33′24″ s. š., 14°34′48″ v. d. | Dokeská pahorkatina  |
| 16. | Špičák               | 0446          | 157          | 04,0 → Skalický vrch        | 50°42′10″ s. š., 14°32′57″ v. d. | Zákupská pahorkatina |
| 17. | Chotovický vrch      | 0498          | 155          | 03,1 → Češka                | 50°44′43″ s. š., 14°32′29″ v. d. | Zákupská pahorkatina |
| 18. | Borný                | 0446          | 152          | 03,0 → Dub                  | 50°35′22″ s. š., 14°39′47″ v. d. | Dokeská pahorkatina  |
| 19. | Lipka                | 0473          | 150          | 01,9 → Ralsko               | 50°41′43″ s. š., 14°45′46″ v. d. | Zákupská pahorkatina |
| 20. | Brnišťský vrch       | 0491          | 143          | 03,8 → Ortel                | 50°43′45″ s. š., 14°40′39″ v. d. | Zákupská pahorkatina |
| 21. | Velká Buková         | 0474          | 139          | 06,2 → Bezděz               | 50°35′34″ s. š., 14°45′20″ v. d. | Dokeská pahorkatina  |
| 22. | Korecký vrch         | 0465          | 128          | 02,5 → Velký beškovský vrch | 50°32′08″ s. š., 14°36′24″ v. d. | Dokeská pahorkatina  |
| 23. | Skalický vrch        | 0485          | 121          | 01,4 → Chotovický vrch      | 50°44′12″ s. š., 14°31′35″ v. d. | Zákupská pahorkatina |
| 24. | Velký beškovský vrch | 0475          | 119          | 04,2 → Berkovský vrch       | 50°31′08″ s. š., 14°34′57″ v. d. | Dokeská pahorkatina  |
| 25. | Šedina               | 0473          | 115          | 01,6 → Berkovský vrch       | 50°34′09″ s. š., 14°35′26″ v. d. | Dokeská pahorkatina  |
| 26. | Nedvězí              | 0458          | 115          | 03,9 → Velký beškovský vrch | 50°30′25″ s. š., 14°31′45″ v. d. | Dokeská pahorkatina  |
| 27. | Mlýnský vrch         | 0392          | 114          | 01,0 → Pecopala             | 50°34′58″ s. š., 14°41′56″ v. d. | Dokeská pahorkatina  |
| 28. | Kamenický kopec      | 0436          | 113          | 04,3 → Brnišťský vrch       | 50°41′20″ s. š., 14°40′14″ v. d. | Zákupská pahorkatina |
| 29. | Stříbrník            | 0510          | 112          | 04,8 → Malý Vápenný         | 50°43′56″ s. š., 14°50′56″ v. d. | Zákupská pahorkatina |
| 30. | Spící panna          | 0419          | 111          | 02,9 → Dub                  | 50°37′49″ s. š., 14°36′32″ v. d. | Dokeská pahorkatina  |
| 31. | Mazova horka         | 0569          | 110          | 01,4 → Hlubocký hřeben      | 50°41′56″ s. š., 14°59′07″ v. d. | Zákupská pahorkatina |
| 32. | Hamerský Špičák      | 0452          | 106          | 01,9 → Ocasovský vrch       | 50°41′23″ s. š., 14°51′04″ v. d. | Zákupská pahorkatina |
| 33. | Šroubený             | 0375          | 105          | 01,8 → Borný                | 50°35′38″ s. š., 14°38′11″ v. d. | Dokeská pahorkatina  |
| 34. | Strážný              | 0492          | 104          | 02,1 → Ortel                | 50°45′35″ s. š., 14°36′22″ v. d. | Zákupská pahorkatina |
| 35. | Chrastenský vrch     | 0452          | 104          | 01,4 → Ocasovský vrch       | 50°41′56″ s. š., 14°52′43″ v. d. | Zákupská pahorkatina |
| 36. | Pecopala             | 0453          | 100          | 03,7 → Dub                  | 50°35′36″ s. š., 14°42′09″ v. d. | Dokeská pahorkatina  |
| 37. | Kraví hora           | 0378          | 100          | 02,8 → Spící panna          | 50°38′18″ s. š., 14°34′14″ v. d. | Dokeská pahorkatina  |